# 棒托寺
32°31′13″N 101°03′30″E / 32.52028°N 101.05833°E
棒托寺位于四川省阿坝藏族羌族自治州壤塘县茸木达乡，1991年4月16日公佈為四川省第三批文物保護單位，2001年6月25日列為第五批全國重點文物保護單位。
棒托寺始建于元代，为藏传佛教宁玛派寺院，占地一万余平方米。寺内有喇嘛塔39座，为明、清、民国时期所建。塔群中部有石刻藏文佛经共约十万余片，其中大部分为嘎木绒经，刻于1438年，余为甘珠尔经，刻于1910-1920年间。